# Леклерк, Шарль
Шарль Викто́р Эммануэ́ль Лекле́рк (фр. Charles Victor Emmanuel Leclerc; 17 марта 1772, Понтуаз — 2 ноября 1802, остров Тортуга, Сан-Доминго) — французский дивизионный генерал (с 26 августа 1799 года).

## Военная карьера
Леклерк начал свою военную карьеру во время Великой французской революции, вступив в 1790 году добровольцем во 2-й батальон департамента Верхняя Сена. В течение трех лет выслужился от рядового добровольца до начальника штаба Западной дивизии. Во время осады Тулона в 1793 году сблизился с молодым Наполеоном Бонапартом. С 19 апреля 1794 года — адъютант бригады в Арденнской армии.
В 1797 году женился на сестре Наполеона — Полине Бонапарт. 6 мая 1797 года произведен в бригадные генералы. С 14 ноября 1797 года — начальник Генерального штаба Итальянской армии, с 20 октября 1798 года — Армии Англии.
Сопровождал будущего императора Франции в Египетскую экспедицию, а затем принял активнейшее участие в перевороте 18 брюмера. В 1799 году подавил восстание в Лионе.
С 15 марта 1800 года — командир 7-й дивизии Рейнской армии. 1 апреля принял командование над 2-й дивизией резервного корпуса Рейнской армии. В том же 1800 году успешно воевал против Австрии, отличившись в сражении при Гогенлиндене. С 15 января 1801 года — командир сводной дивизии в Лионе.

## Подавлениевосстания в Сан-Доминго
В 1801 году Наполеон назначил его командующим экспедицией, целью которой было восстановить контроль Франции над своей колонией Сан-Доминго. Здесь в ходе восстания была принята конституция, объявившая руководителя восстания Туссен-Лувертюра пожизненным президентом. Хотя Туссен-Лувертюр и присягнул на верность французской нации, Наполеон боялся потерять контроль над колонией.
Французские войска, состоящие из большого количества военных кораблей и 40 тысяч солдат, одержали ряд побед над восставшими. В связи с изменением обстановки, ряд высших офицеров армии восставших, которым Леклерк пообещал сохранить их звания во французской армии, перебежали к нему. Туссен-Лувертюр был вынужден начать переговоры, на которых он пообещал отойти от дел.
Секретные инструкции Наполеона Леклерку предусматривали арест Туссен-Лувертюра. Леклерк арестовал Туссен-Лувертюра во время переговоров и отправил во Францию, где тот и умер, находясь в заключении в замке Фор-де-Жу, в департаменте Ду, в 1803 году. Страх перед Лувертюром в Сан-Доминго был очень высок, а его жёсткое правление создало ему много врагов.
Умело используя амбиции молодых соперников Лувертюра, Леклерк был близок к тому, чтобы разоружить офицеров-креолов. В это время из Гваделупы пришли известия, что посланные туда французские экспедиционные силы восстановили там рабовладение. Именно это, как считал Лувертюр, было целью французских войск, и именно в этом он пытался убедить своих сторонников.
Рабство было отменено в Сан-Доминго с конца 1793 года. Леклерк публично повторил обещание Наполеона, что «все жители Сан-Доминго являются французами» и навсегда свободны. Перспектива восстановления рабства на Сан-Доминго породила волну возмущения, которая похоронила надежды французов на восстановление контроля над колонией. Повстанцы-креолы вновь начали сражаться против французских войск, которые к тому же были ослаблены эпидемией жёлтой лихорадки, которая унесла жизни 25 тысяч французских солдат. В рапортах Леклерка во Францию говорилось: «Так как террор остался единственным инструментом, который я могу использовать, я применю его» и «мы должны уничтожить всех негров, живущих в горах, мужчин и женщин, оставив только детей младше двенадцати лет. Мы должны уничтожить половину негров, живущих на равнинах…».
Леклерк умер от жёлтой лихорадки 2 ноября 1802 года. После его смерти командование принял генерал Рошамбо, чьи жестокие действия привели к тому, что большинство офицеров, предавших Туссен-Лувертюра, вновь примкнуло к восставшим, среди них были Жан-Жак Дессалин, Александр Петион и Анри Кристоф.
18 ноября 1803 года Дессалин окончательно разбил войска Рошамбо, и 1 января 1804 года была провозглашена независимость Сан-Доминго, которое отныне стало называться Республика Гаити.

## Образ в кино
- «Имперская Венера» (Италия, Франция, 1962) — актёр Массимо Джиротти